# Le Bateau (film)
Pour les articles homonymes, voir Das Boot et Le Bateau.
Pour plus de détails, voir Fiche technique et Distribution.
Le Bateau (Das Boot) est un film de guerre allemand réalisé par Wolfgang Petersen, sorti en 1981. Il est adapté du livre du même nom (également intitulé Le Styx en français) de Lothar-Günther Buchheim. L'histoire, romancée, relate les missions du sous-marin allemand U-96 et de son équipage durant la Seconde Guerre mondiale.
Le film s'inspire des missions vécues pendant la guerre par L. G. Buchheim, alors journaliste. Hans-Joachim Krug, embarqué comme officier à bord du sous-marin U-219, participa au tournage en tant que consultant. Le soin apporté à l'œuvre en fait le « meilleur film de sous-marins jamais réalisé » selon plusieurs sources,.

## Synopsis
Dans le port de La Rochelle, à l'automne 1941, une flottille de sous-marins allemands se prépare à appareiller dans la liesse générale. Officiers, officiers mariniers et matelots fêtent leur départ, mais le commandant de l'U-96 reste calme, en retrait, dans l'appréhension du combat. Le capitaine Philip Thomsen, ivre, fêtant sa dernière décoration, vient brailler au micro. Il commence par tenir des propos acides sur le chancelier Hitler, puis, sentant qu'il est allé trop loin dans sa critique, insulte Churchill par le biais d'une pirouette.
L'U-96 appareille ; après quelques jours de mer il est repéré par une corvette. Enfreignant les ordres de l'état-major de la Kriegsmarine, le commandant décide d'attaquer ce bâtiment de guerre isolé. L’œil collé au périscope, prêt à le torpiller, il perd le navire de vue, et s'aperçoit trop tard que celui-ci fonce droit vers le sous-marin. À bord, l'angoisse et la peur gagnent lentement l'équipage. La corvette lâche des grenades sous-marines, le sous-marin est touché ; les avaries de combat réparées, il continue sa mission.
L'U-96 a l'occasion d'attaquer un convoi et de couler plusieurs navires de commerce avant d'être repéré et attaqué par un destroyer de l'escorte. Un incendie se déclenche à bord du sous-marin, il est éteint et les voies d'eau sont colmatées. Lorsque le sous-marin refait surface six heures après l'attaque, un pétrolier est en feu. Le commandant fait lancer une dernière torpille pour l'achever. Les sous-mariniers remarquent alors que le navire n'est pas abandonné : des marins sautent à la mer et nagent vers le sous-marin. Le commandant ne comprend pas pourquoi l'équipage ennemi n'a pas été sauvé par ses escorteurs ; il décide de ne pas secourir les marins, suivant ainsi les ordres du Großadmiral Karl Dönitz.
Le commandant prend le cap de La Rochelle. Pendant son transit il reçoit un message lui ordonnant de ravitailler à Vigo en Espagne puis de rallier le port italien de La Spezia. Les marins sont désolés de ne pouvoir passer les fêtes de Noël à La Rochelle. Ils redoutent le passage par le détroit de Gibraltar, contrôlé par la flotte britannique.
Dès l'entrée du détroit, l'U-96 se glisse furtivement entre les patrouilleurs mais il est repéré par l'un d'eux. Il est attaqué et contraint de plonger jusqu'à plus de 280 mètres de profondeur, excédant les capacités de résistance théoriques du bâtiment. Par chance, il se pose sur un banc de sable qui stoppe sa plongée, évitant sa perte corps et biens. L'équipage répare les avaries et le sous-marin fait route vers La Rochelle.
La navigation se passe sans encombre ; lorsque le sous-marin entre dans le port de La Pallice, une attaque aérienne survient, tuant une partie de l'équipage dont le commandant, et coulant le bâtiment dans l'écluse d'entrée du bassin à flot. La scène finale montre le correspondant de guerre, Werner, embarqué sur l'U-96 ayant survécu à l'attaque. Il s'approche du corps du commandant qui vient de mourir.

## Fiche technique
Sauf indication contraire, les informations mentionnées dans cette section peuvent être confirmées par la base de données cinématographiques IMDb,  présente dans la section « Liens externes ».
- Titre français : Le Bateau
- Titre original : Das Boot
- Titre anglophone : The Boat (version doublée aux États-Unis)
- Réalisation : Wolfgang Petersen
- Scénario : Wolfgang Petersen, d'après le roman de Lothar-Günther Buchheim, Le Styx (Das Boot)
- Direction artistique : Götz Weidner
- Décors : Rolf Zehetbauer
- Costumes : Monika Bauert
- Photographie : Jost Vacano
- Son : Milan Bor
- Montage : Hannes Nikel
- Musique : Klaus Doldinger
- Producteur : Günter Rohrbach
  - Producteur de la version director's cut : Ortwin Freyermuth
- Coproducteur : Michael Bittins
- Sociétés de production : Bavaria Film, Radiant Film GmbH, Süddeutscher Rundfunk et Westdeutscher Rundfunk
  - Société de production « director's cut » : Twin Bros. Productions
- Sociétés de distribution : Neue Constantin Film (Allemagne), Warner-Columbia Film (France), Columbia Pictures (États-Unis)
- Budget : 32 millions DEM[3] (14 millions $)
- Pays d'origine :  Allemagne de l'Ouest
- Langues originales : allemand, anglais et français
- Format : couleur (Fujicolor) — 35 mm — 1,85:1 — son Dolby
  - Version director's cut : son Dolby Digital et SDDS
- Genre : guerre
- Durée :
  - 149 minutes (2 h 29) version cinéma de 1981
  - 300 minutes (5 h) version télévisée de 1985 en 6 épisodes de 50 minutes[4]
  - 209 minutes (3 h 29) director's cut de 1997
  - 282 minutes (4 h 42) Original Uncut (version longue) de 2004
- Dates de sortie : 
  - Allemagne de l'Ouest : 17 septembre 1981 à l'Ouest et le 11 décembre 1997 pour le director's cut
  - États-Unis : 10 février 1982 pour la version initiale et 4 avril 1997 pour le director's cut
  - France : 17 février 1982 en salles pour la version initiale et le 17 novembre 1998 en vidéo[5] pour le director's cut
- (fr) Classification CNC[6] : tous publics (visa d'exploitation no 55229 délivré le 11 janvier 1982)

## Distribution
Note et légende : doublage des versions cinéma (1982), télévisée (1985) et Original Uncut (2004) ; doublage de la version Director's cut (1998).
- Jürgen Prochnow (VF : Yves Massard ; Patrick Floersheim) : le capitaine Heinrich Lehmann-Willenbrock - Der Alte (« le Vieux »), commandant du sous-marin
- Herbert Grönemeyer (VF : Marc François ; Jean-Pierre Michaël) : le lieutenant Werner, correspondant de guerre
- Klaus Wennemann (VF : Sady Rebbot ; Vincent Grass) : LI Friedrich Grade (Fritz Grade), ingénieur en chef
- Hubertus Bengsch (de) (VF : Guy Chapellier ; idem) : I WO, premier officier de quart
- Martin Semmelrogge (VF : Gérard Hernandez ; Serge Faliu) : II WO, second officier de quart
- Otto Sander (VF : Francis Lax ; Pascal Renwick) : le capitaine-lieutenant Philipp Thomsen, héros de guerre, alcoolique
- Bernd Tauber (VF : José Luccioni ; Philippe Vincent) : ObStM. Kriechbaum
- Erwin Leder (VF : Joël Martineau ; Pierre Dourlens) : Johann, chef mécanicien
- Martin May (VF : Thierry Bourdon) : Ullmann, enseigne (de vaisseau)
- Heinz Hoenig (VF : Jacques Ferrière) : Hinrich, radio et infirmier
- Uwe Ochsenknecht (VF : Patrick Poivey ; Bruno Dubernat) : le chef Bosun, maître d'équipage
- Claude-Oliver Rudolph (VF : Philippe Ogouz) : Ario, réchauffeur des moteurs Diesel
- Jan Fedder (de) : le pèlerin
- Ralf Richter (VF : Daniel Russo) : Frenssen
- Günter Lamprecht (VF : Michel Gudin) : le capitaine du Weser
- Joachim Bernhard (de) : le prêtre
- Oliver Stritzel (de) : Schwalle
- Rita Cadillac : Monique

 Source et légende : version française (VF) sur RS Doublage

## Production

### Genèse et développement
Les studios Bavaria acquièrent les droits du livre Le Styx, écrit en 1972 par Lothar-Günther Buchheim d'après son expérience personnelle à bord du sous-marin U-96 en 1941. Hans-Joachim Krug, officier à bord du sous-marin U-219, et Heinrich Lehmann-Willenbrock, véritable capitaine du U-96, participent au tournage en tant que conseillers historiques. Alors que le scénario n'est pas encore finalisé, la production investit plus de 2 500 000 marks dans la construction de deux répliques du sous-marin d'une longueur de 70 mètres et qui serviront de décors intérieurs comme extérieurs.
Songeant dans un premier temps à faire une coproduction américaine, Bavaria fait venir deux réalisateurs américains : John Sturges et Don Siegel. Craignant que les Allemands ne soient caricaturés comme des stéréotypes nazis, Lothar-Günther Buchheim refuse catégoriquement que le film soit coproduit par Hollywood, déclarant même « Je ne veux pas faire de film sur mon bateau avec ces enfoirés ! ». Ne trouvant plus de financement après le départ des Américains, le projet d'adaptation est suspendu.
En 1979, le producteur Günter Rohrbach arrive à la tête de Bavaria Film et décide de relancer le projet. Le Bateau sera donc une production entièrement allemande. Des actionnaires proposent d'investir dans une série télévisée plutôt que dans un film. La production est donc financée en partie par les chaînes de télévision allemande WDR et SDR.
Aussi lorsque Wolfgang Petersen est engagé comme réalisateur, ce dernier passe plusieurs mois à écrire deux versions du scénario, une pour le film et une pour la série télévisée.

### Attribution des rôles
La production ne souhaite en aucun cas engager des stars pour le film. Wolfgang Petersen sillonne toute l'Allemagne à la recherche de jeunes comédiens âgés de moins de trente ans pour bien correspondre à la jeunesse des 43 membres de l'équipage, mais aussi avec des accents de diverses régions. De son côté, Hubertus Bengsch insiste auprès du réalisateur pour jouer le rôle du premier officier de quart, un personnage antipathique.
Le rôle du commandant pose un souci. La production pense immédiatement à Jürgen Prochnow mais reste hésitante en raison de l'âge de l'acteur qui aborde la quarantaine, soit dix ans de plus que son personnage. Cependant en reconsultant les photos d'époque de Buchheim, elle se rend compte que les membres de l'équipage paraissaient plus âgés qu'ils ne l'étaient. Prochnow est finalement choisi.

### Tournage
Les premières prises de vue sont effectuées en mer du Nord, à proximité de l'archipel de Heligoland, avec un modèle réduit du sous-marin de 11 mètres de long, remorqué avec un câble de 300 mètres de longueur relié à un treuil. Manœuvré par le cascadeur Ludwig Huppmann, le petit submersible est filmé sous divers angles et une météo différente pour simuler des vagues plus importantes.
Le tournage des scènes avec les acteurs débute en juillet 1980 dans les décors intérieurs construits en studio à Munich. Pour les séquences d'attaque, une partie du sous-marin est montée sur une immense bascule. Le système hydraulique est placé sur des cales pour simuler de fortes secousses.
Pour imposer un aspect plus claustrophobique au film, Wolfgang Petersen recrute le directeur de photographie Jost Vacano. Pour plus de réalisme, celui-ci parcourt le sous-marin tout du long avec une petite caméra subjective.
Le bruiteur, dans le documentaire cité, explique que les bruits de craquement de la structure du submersible lorsqu'il s'enfonce dans de grandes profondeurs pour échapper aux explosions des grenades anti sous-marines est créé par le frottement de sacs de levure chimique sur une caisse de résonance.

Décors de l'intérieur du sous-marin dans les studios de Bavaria Film en Allemagne
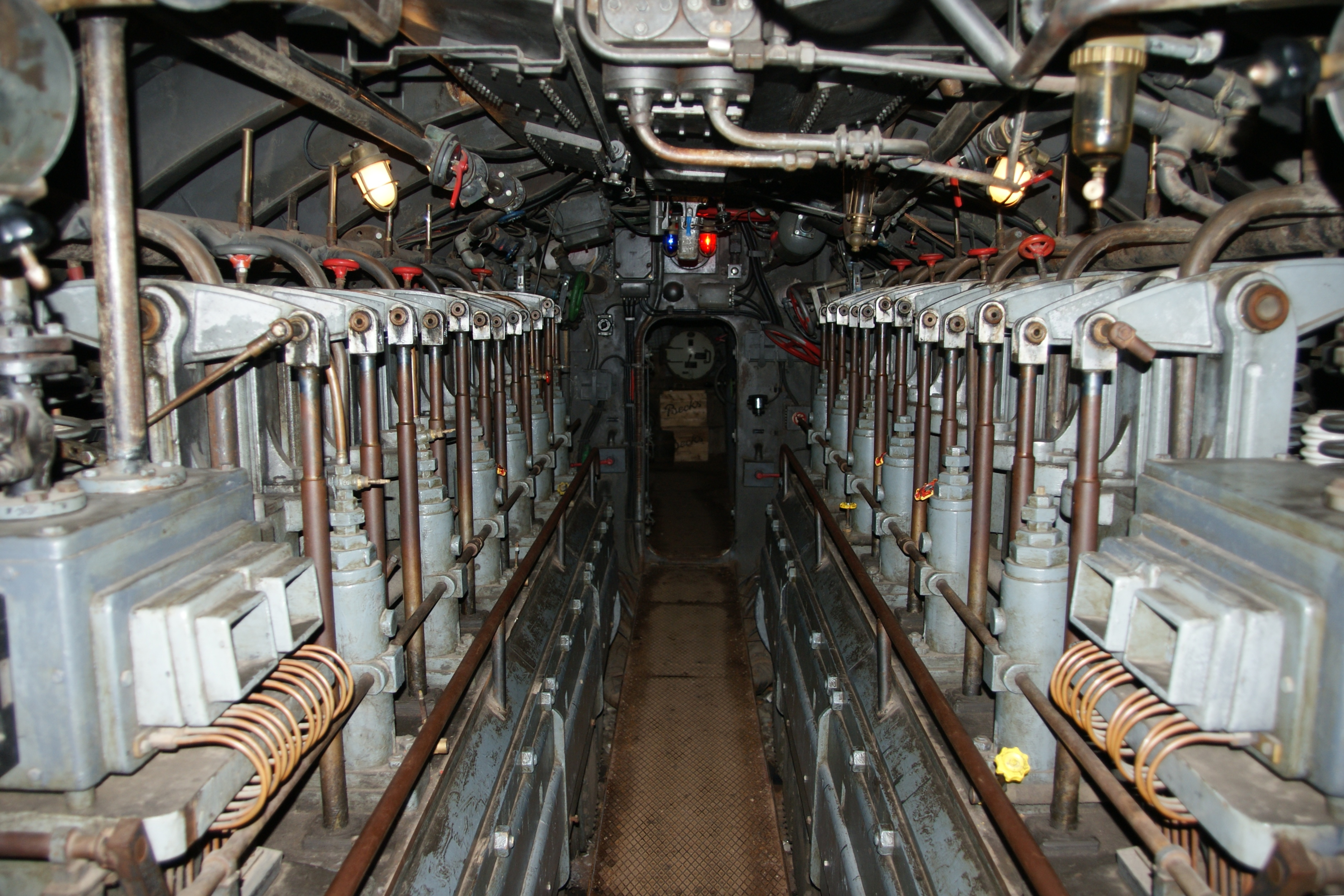
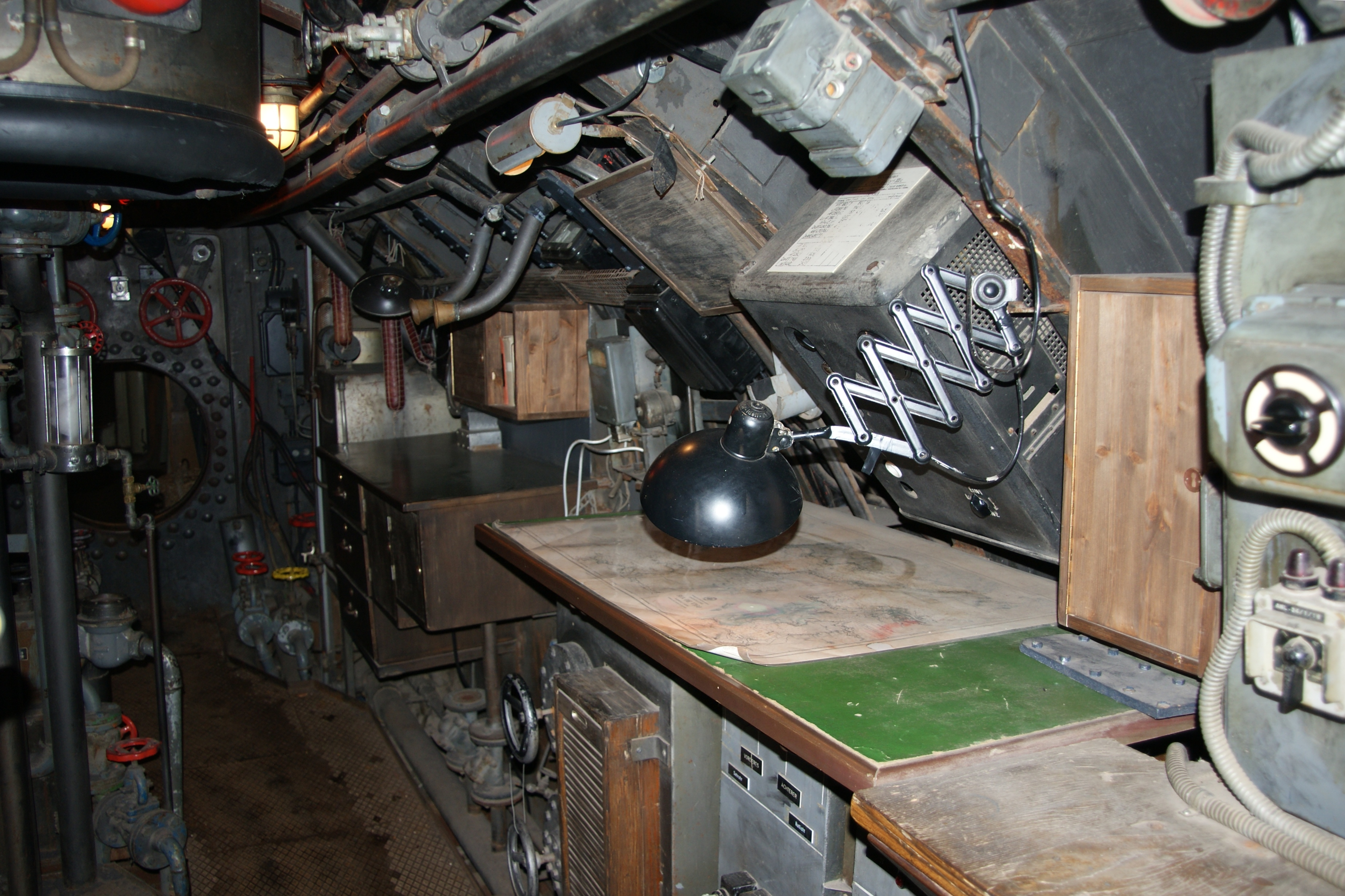
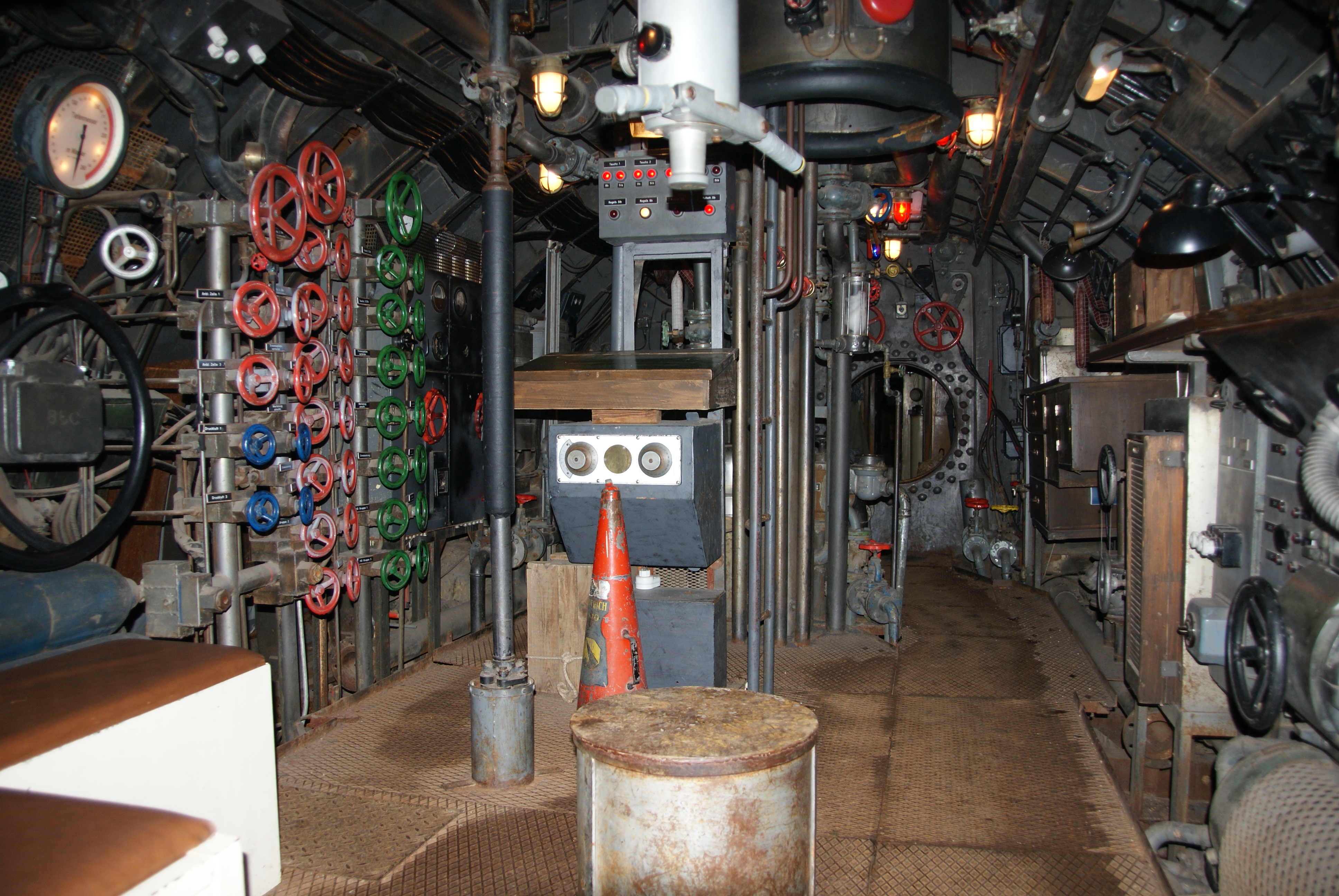
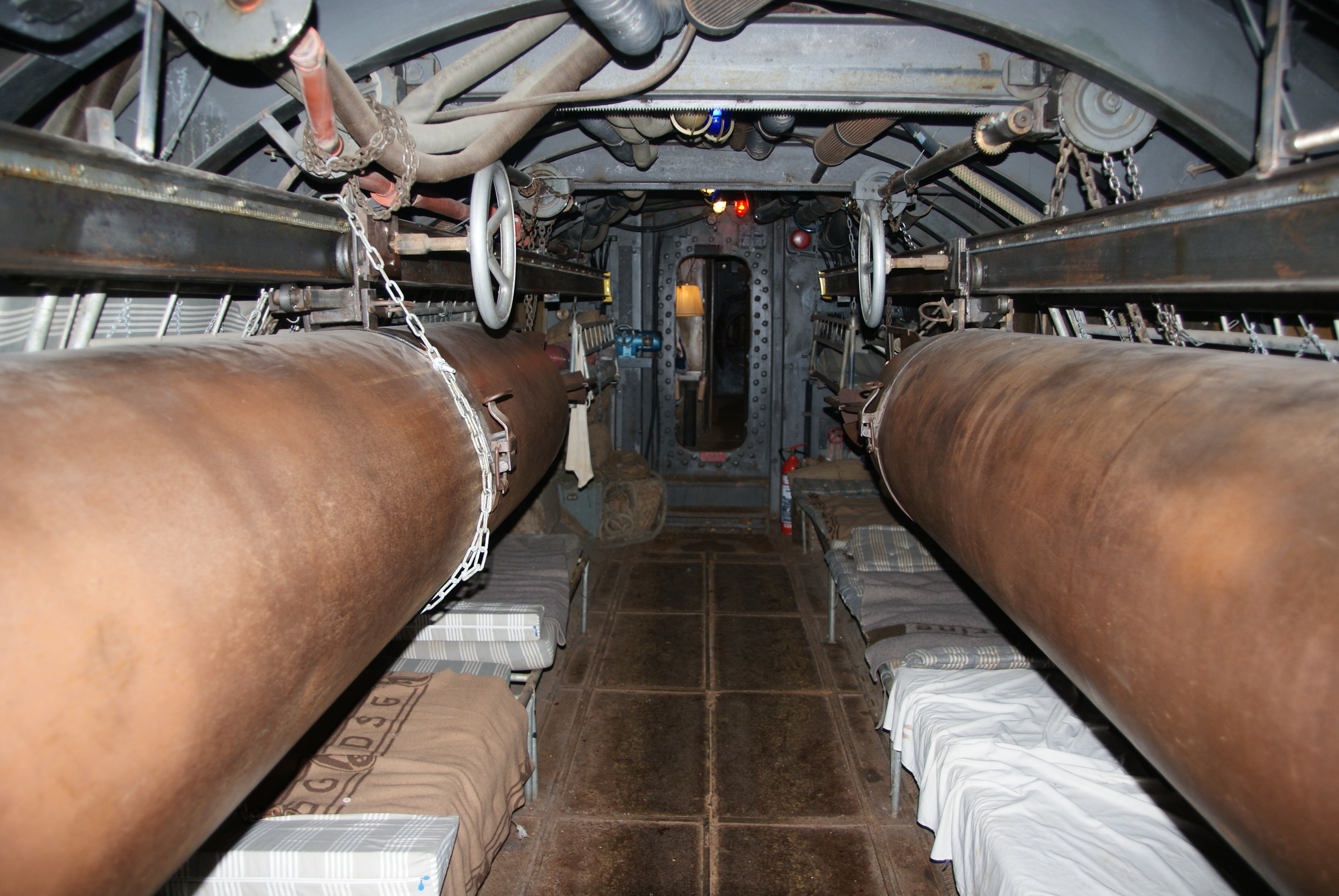

Le tournage dépasse les 170 jours et les acteurs travaillent dans des conditions très difficiles. Les plans rapprochés du pont et du kiosque sous la tempête sont réalisés en studio avec des bacs qui déversent des tonnes d'eau pour simuler le déferlement des vagues et avec des lances d'incendie simulant la pluie battante qui s'abat avec d'autant plus de force que le sous-marin fonce le plus vite possible vers son objectif. À la 26e minute du documentaire qui dure environ 53 minutes, Jan Fedder raconte qu'au cours d'un tournage, Bernd Tauber fut déséquilibré par une de ces « vagues » et se cassa deux côtes.
Entre la 22e et la 23e minute du documentaire, selon le témoignage d'un collaborateur, Arno Kral, l'odeur était telle dans le décor qui était chargé de représenter la sentine crasseuse du sous-marin après le grenadage, sentine inondée et encombrée de déchets végétaux entre autres, qu'il a dû ajouter un litre d'eau de cologne dans le «bouillon» où évoluaient les acteurs.
D'autres scènes sont tournées au port de La Rochelle qui, en octobre 1980, accueille cordialement les 300 personnes qui composent toute l'équipe du film. Des français locaux font office de figurants et sont habillés en militaires allemands. Des plans réels sont filmés en pleine mer. La mer est si agitée que l'équipe regagne au plus vite son emplacement, à la baie du phare.
Le tournage est interrompu pendant un mois à la suite du déchirement du sous-marin. La réparation de celui-ci coûte deux millions de deutschemark à la production.
À la fin du film, devant environ 2 000 badauds qui regardaient derrière des barrières, la séquence du bombardement de la base de sous-marins, avec environ 70 explosions, a causé un véritable traumatisme dans la population locale, notamment chez les personnes âgées qui avaient réellement vécu ces événements durant la Seconde Guerre mondiale. Monsieur Ferdinand Schaal qui avait la responsabilité d'un second rôle raconte, au cours du documentaire, qu'un français âgé avait tenté de le jeter à l'eau. Enfin, l'équipe rentre à Munich pour tourner des plans en studio, entre autres des prises sous l'eau, un vrai défi à l'époque.
Le tournage s'achève finalement en juin 1981.

### Musique
La musique est composée par Klaus Doldinger. Le thème principal du film développe une mélodie lancinante qui fut un succès peu après la sortie du film en Allemagne. En 1991, ce thème mélodique fut repris par le groupe de techno-dance U96 et connut ainsi un succès mondial sous le titre Das Boot, puis son remix Das Boot Kennedy, notamment en discothèque.
La chanson jouée sur disque et entonnée par l'équipage au début du film est It's a Long Way to Tipperary, grand succès popularisé par les soldats britanniques au cours de la Première Guerre mondiale. Cette version est interprétée par les chœurs de l'Armée rouge,.
La bande originale du film signée Klaus Doldinger a fait l'objet d'une publication album : Das Boot (Die Original Filmmusik). Il existe trois éditions de cet album, avec à chaque fois un contenu légèrement différent. La première en 1981 correspond à la sortie du film, la seconde (et pour la première fois en CD) sort à l'occasion de la diffusion de la série télévisée en 1985, et la troisième, uniquement en CD, accompagne la version The Director's Cut du film en 1997.

#### Album de 1981
La première édition, sortie en 33 Tours chez WEA Musik, fait notamment figurer les chansons Mon gars interprétée par Rita Cadillac, extraite de la séquence de la fête précédant le départ, et J'attendrai par Rina Ketty (1938), ainsi que la version longue de Erinnerung, tandis qu'en contrepartie les titres Konvoi et Heimkehr sont manquants. Le disque sorti en France, Le Bateau (Musique Originale du Film), a la particularité de présenter tous les titres écrits exclusivement en français.

#### Album de 1985
Liste des titres
1. Anfang (1:07)
2. Das Boot (3:45)
3. Appell (0:51)
4. U 96 (2:30)
5. Auslaufen (1:08)
6. Erinnerung (2:33)
7. Konvoi (3:20)
8. Angriff (2:08)
9. Heimkehr (2:30)
10. Das Boot (Single version) (3:17)
11. Bedrohung (1:17)
12. Erinnerung (Short Version) (1:08)
13. Gibraltar (2:59)
14. Warten (1:12)
15. Eingeschlossen (2:23)
16. Rettung (2:14)
17. Rückzug (1:23)
18. Ende (3:23)

#### Album de 1997
Uniquement sorti en CD, il s'agit de l'édition la plus complète, même s'il manque la version longue de Erinnerung et la chanson J'attendrai qui figuraient sur l'édition de 1981.
Liste des titres
1. Anfang (1:06)
2. Titel (= Das Boot) (3:45)
3. Appell (0:52)
4. U 96 (2:32)
5. Auslaufen (1:12)
6. Erinnerung (2:31)
7. Konvoi (4:18)
8. Angriff (2:09)
9. Inferno (0:52)
10. Heimkehr (2:30)
11. Bedrohung (2:34)
12. Erinnerung (1:10)
13. Gibraltar (4:21)
14. Warten (1:10)
15. Absinken (1:36)
16. Auf Grund (1:16)
17. Eingeschlossen (2:23)
18. Rettung (2:13)
19. Rückzug (1:39)
20. Ende (3:23)
21. Muss I Denn (1:25)
22. Mon Gars (2:33)
23. Schwarze Augen (2:35)
24. Das Boot (single version) (3:17)
25. Konvoi (*) (4:28)
26. Angriff (*) (3:41)
27. Gibraltar (*) (4:21)
28. Absinken/Eingeschlossen (*) (2:55)
29. Rettung (*) (3:03)
30. Rückzug/Heimkehr (*) (2:12)

(*) : les pistes de 25 à 30 sont les versions album mélangées avec les effets et dialogues du film.

### Montage
Dès la mise en œuvre du projet, deux versions principales étaient prévues : l'une pour le cinéma, l'autre, beaucoup plus longue, en feuilleton (série) pour la télévision. Le scénario et le tournage (six heures d'images disponibles pour la réalisation) furent travaillés en conséquence. Le tournage s'étant achevé en juin 1981 pour une sortie prévue en septembre, la production n'a que trois mois pour finaliser le film. Ainsi le montage se fait en un temps record.
Versions
Plusieurs versions ont ainsi été produites au fil du temps :
- 1981 : la première version a été faite pour le cinéma : 149 minutes, sortie en salles en Allemagne en 1981, et aux États-Unis puis en France en 1982.
- 1985 : la version télévisée a vu le jour quelques années plus tard. Le feuilleton comprend six épisodes de 50 minutes pour un total de 300 minutes environ. La série contient donc de nombreuses et longues scènes absentes du film, comme par exemple des séquences qui se déroulent la veille du départ en mission du bateau de la base de La Rochelle (premier épisode). La série a été diffusée sur BBC Two au Royaume-Uni en octobre 1984, puis en Allemagne[4] à partir du 24 février 1985 ainsi qu'en Autriche. « Le Bateau » (son titre en français) a été diffusé en France pour la première fois en juillet et août 1985 sur TF1, avant d'être notamment rediffusé à partir du 20 juin 1991 sur La Cinq.
- 1997 : Petersen a ensuite supervisé le montage des six heures de film, pour obtenir Das Boot: The Director's Cut de 209 minutes. Cette version combine les séquences d'action vues dans le long-métrage original avec des scènes plus centrées sur les personnages qui étaient visibles jusqu'alors uniquement dans le feuilleton télévisé. Elle offre également une meilleure qualité sonore et vidéo[15]. Petersen avait envisagé de sortir cette version dès 1981, mais pour des raisons commerciales cela avait été impossible à l'époque. Das Boot: The Director's Cut a été projeté au cinéma en Allemagne le 11 décembre 1997, et le 4 avril 1997 aux États-Unis. En France, cette version comporte un nouveau doublage (P. Floersheim, J-P. Michael, V. Grass, P. Renwick, ...).
- 2004 : la version longue de la série télévisée de 1985 est sortie en DVD le 16 novembre 2004, sous le titre Das Boot Version longue restaurée, avec une meilleure qualité vidéo et audio. Cependant, contrairement au feuilleton de l'époque, cette version est montée en continu comme le film, donc sans les génériques (début et fin) de chaque nouvel épisode, ni les résumés des épisodes précédents ou narrations qui font le lien entre les épisodes, ce qui explique une durée totale plus courte (282 minutes). On y retrouve également la version française d'origine (Y. Massard, M. François, S. Rebbot, F. Lax, ...).

## Accueil

### Sortie du film et box-office
Une photographie prise par Günther Buchheim lors d'une tempête en pleine mer en 1941 a servi pour l'llustration de l'affiche du film.
Le Bateau sort en Allemagne de l'Ouest le 17 septembre 1981 et rencontre un large succès public avec 3 840 759 entrées, dont 231 811 entrées pour la sortie de la version director's cut en 1997, se classant à la cinquième place des films les plus vus en Allemagne en 1981 et à la seconde place des films allemands les plus vus en Allemagne la même année. Il s'agit également du troisième plus grand succès du réalisateur Wolfgang Petersen sur le territoire allemand derrière L'Histoire sans fin et Troie.
Par la suite, il sort aux États-Unis le 10 février 1982, où il a été vu par 3 712 700 spectateurs, soit 10 915 250 $ de recettes lors de sa sortie initiale. Lors de la sortie de la version director's cut en 1997, Le Bateau enregistre 124 700 entrées, soit 572 426 $, portant le cumul toutes exploitations à 11 487 676 $ de recettes (3 837 400 entrées). Le long-métrage sort une semaine plus tard en France, où il totalise 928 153 entrées, dont 259 407 à Paris.
Les recettes internationales atteignent 73 482 661 $, portant le total à 84 970 337 $ pour les recettes mondiales.

### Accueil critique
Le Bateau reçoit de très mauvaises critiques en Allemagne[source insuffisante]. Bon nombre de journalistes considèrent le film comme un appel à la guerre. De son côté, Lothar-Günther Buchheim juge que son œuvre a été totalement massacrée dans la version cinéma de 149 minutes mais n'a rien trouvé à redire pour la version télévisée de 282 minutes selon les témoignages du documentaire.
À l'inverse, le film est largement reçu de façon unanime par la critique des pays anglophones, obtenant 98 % d'avis favorables sur le site Rotten Tomatoes, pour 46 critiques et une moyenne de 9⁄10 et un score de 98⁄100 sur le site Metacritic, pour 15 critiques. Sur le site IMDb il recueille la note de 8,4/10 pour le long-métrage, et 9,1/10 pour la mini-série télé. En France, le site AlloCiné, ayant recensé 5 critiques à l'époque de sa sortie initiale, lui a attribué une moyenne de 2,8⁄5 pour la presse, et 4,1/5 pour les critiques des spectateurs.

## Distinctions

### Récompenses
- Prix du film allemand 1982 :
  - Meilleur Film pour Günter Rohrbach
  - Meilleur Montage sonore pour Milan Bor
- British Academy Television Award de la meilleure série télévisée dramatique 1985

### Nominations
- Oscars 1983 :
  - Meilleur réalisateur pour Wolfgang Petersen
  - Meilleur scénario adapté pour Wolfgang Petersen
  - Meilleure photographie pour Jost Vacano
  - Meilleur montage pour Hannes Nikel
  - Meilleur mixage de son pour Milan Bor, Mike Le Mare et Trevor Pyke
  - Meilleur montage de son pour Mike Le Mare
- Golden Globes 1982 : Meilleur film en langue étrangère
- Prix de l'Académie japonaise 1983 : Meilleur film en langue étrangère
- British Academy Film Awards 1983 : Meilleur film en langue étrangère pour Wolfgang Petersen
- Directors Guild of America Awards 1983 : Meilleur réalisateur de film pour Wolfgang Petersen
- Satellite Awards 2011 : Meilleur bonus DVD

## Détails de production

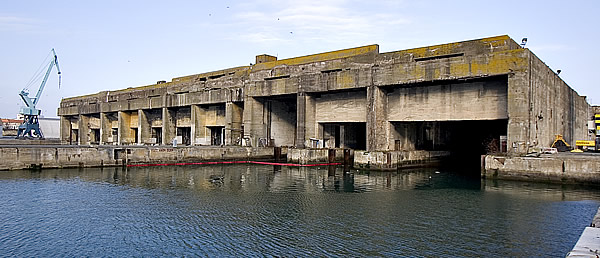
La base sous-marine de La Rochelle, vue extérieure.

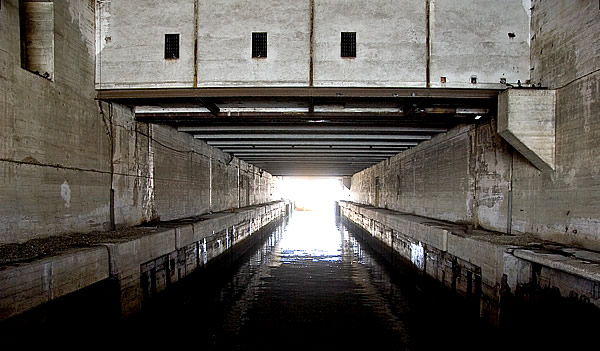
La base sous-marine de la Rochelle, vue intérieure.

À partir de son port d'attache (La Rochelle), la mission du sous-marin consiste en des patrouilles dans l’Atlantique nord et en une tentative de passer dans la Méditerranée, puis de revenir. Le film présente à la fois l’excitation à l’approche de la bataille, la monotonie des journées ordinaires et l’angoisse des situations périlleuses. Il montre l’équipage comme des soldats d’élite avec une excellente discipline, ayant la volonté de faire de leur mieux pour leurs camarades et leur drapeau malgré un environnement difficile, notamment par son exiguïté.
Le film a pour ambition de présenter ce qu’est un « voyage dans l’enfer » de la guerre avec la perspective de ceux qui la vivent. Pour cela, il n’y a que le minimum de plans de l’extérieur sauf lorsque le sous-marin navigue en surface.
L’attention méticuleuse apportée aux détails et la fabrication de plusieurs maquettes avec l’appareillage pour simuler l’effet des charges de profondeur en fit le tournage le plus coûteux d’Allemagne à l’époque, 35 000 000 marks, et un des films de guerre les plus précis historiquement de tous les temps.
Ce fut l’une des premières expériences de l’utilisation de caméra avec un stabilisateur Steadicam (également utilisée dans le film Outland... loin de la terre avec Sean Connery, pour réaliser les travellings dans la station spatiale).
Les scènes de début et de fin ont pour décor la base sous-marine de La Rochelle, construite par l’Organisation Todt entre 1941 et 1943. Les intérieurs de la base sous-marine, comme les extérieurs (y compris le passage étroit face au sas-écluse, situé à une centaine de mètres face à la base) y ont été filmés. Aucune visite n'est autorisée depuis la cession du bunker par la Marine nationale, le bâtiment propriété de la CCI de La Rochelle, dangereux et à l'abandon, a été inscrit dans le secteur interdit du port autonome de La Rochelle.
Le sous-marin fut également utilisé pour le tournage du film d'Indiana Jones de 1981, Les Aventuriers de l'arche perdue,.

## Véracité historique
(décembre 2014).
Le récit fait l'objet de quelques dramatisations, dans un contexte proche des réalités historiques :
- le lieutenant Werner est l'auto-incarnation de Lothar-Günther Buchheim dans son propre roman ;
- les trois attaques en mer subies par le U-96 dans le film sont véridiques mais dramatisées :
  - le 28 avril 1941, au sud-est de l'Islande (où le U-96 patrouille au début du film), par longitude W 15° 45' et latitude N 60° 04', la corvette britannique HMS Gladiolus attaqua à la grenade sous-marine le U-96 ; pendant un temps, les Anglais pensèrent à la suite de cette attaque avoir coulé le U-65 ; le U-96 n'a souffert d'aucun dégât de cette attaque,
  - le 31 octobre 1941, Lehmann-Willenbrock attaque le convoi OS-10 au clair de lune, en surface et à longue portée, coulant un navire ; l'aviso-escorteur HMS Lulworth l'engage au canon puis une fois le sous-marin en plongée, lui largue 27 grenades sous-marines, dont aucune n'explose à proximité du U-96 ; le sous-marin échappe à l'attaque et poursuit sa patrouille,
  - le 30 novembre 1941, alors qu'il tente de traverser le détroit de Gibraltar, le U-96 est attaqué à 22 h 35 par un avion Swordfish britannique (qui contrairement à l'avion que l'on voit dans le film est un biplan) ; touché, le U-96 plonge, puis refait surface le lendemain matin à 4 h 55 et rentre à Saint-Nazaire ; le séjour plus long et dramatique dans les profondeurs décrit par Lothar-Günther Buchheim dans son roman est l'une des nombreuses occasions dans le livre où il romance les évènements qu'il a vécus dans le U-96 en tant que correspondant de guerre ;
- la rencontre avec un autre sous-marin allemand en pleine tempête est véridique ; il ne s'agit toutefois pas de celui du capitaine Philip Thomsen, qui n'a jamais existé, ni de Rolf Thomsen, qui ne reçut son premier commandement de sous-marin avec le U-1202 qu'en 1944, mais du U-572 commandé alors par le capitaine Heinz Hirsacker (ce dernier fut condamné à mort par un tribunal militaire en 1943 pour lâcheté face à l'ennemi ; il fut le seul commandant de sous-marin allemand à rencontrer pareil jugement et se suicida le 24 avril 1943, quelques mois avant que le U-572 ne fût coulé).
- à la 61e minute du film, la propagande allemande annonce à la radio : « La flotte allemande vient de remporter une nouvelle grande victoire. Nos sous-marins ont attaqué un convoi de bâtiments de guerre britannique en Méditerranée occidentale. Pendant la bataille, deux de nos sous-marins sous le commandement du capitaine Reschke et du capitaine Friedrich Guggenberger ont coulé le porte-avion Ark Royal ; le cuirassé anglais Malaya a été sévèrement touché, il a dû être remorqué jusqu'au port de Gibraltar ; d'autres bâtiments britanniques ont été touchés par nos torpilles. » Dans les faits, le U-81 du capitaine Guggenberger a effectivement tiré de loin une unique torpille contre la force H le 13 novembre 1941, qui toucha le HMS Ark Royal sur bâbord et le fit couler quatorze heures plus tard ; en revanche, ni le HMS Malaya, qui faisait bien partie du convoi, ni aucun autre navire n'a été inquiété ; le U-205 du capitaine Reschke patrouillait bien à cette époque (du 8 au 16 novembre 1941) dans la « meute » baptisée Arnauld, en compagnie des U-81, U-433 et U-565 ;
- à la 73e minute du film : « Alerte, on aurait dit une ombre sur la gauche. » Le commandant interroge alors le détecteur (« oreille d'or ») : « Vous avez quelque chose sur la gauche ? », et le détecteur répond : « Un léger bruit d'hélice au 110 ». Le gisement 110[30], comme l'atteste l'aiguille de l'hydrophone que l'on voit à l'écran, c'est sur la droite : il s'agit d'une erreur du doublage français.

Certains éléments du scénario sont erronés :
- le U-96 est lancé de la base de La Rochelle, ce qui est une erreur puisque non seulement ledit sous-marin n'y est jamais venu mais qu'en outre il n'a pas été affecté à la 3e U-Flottille qui était celle du U-Boot-Bunker de La Rochelle ;
- le véritable U-96 dépendait de la 7e flottille (Saint-Nazaire) puis fut transféré à la 24e (flottille d'entraînement) en avril 1943, et coulé le 30 mars 1945 par le bombardement du 8e USAAF sur la base de la 22e flottille de Wilhelmshaven ;
- par ailleurs, les avions anglais qui intervenaient dans le golfe de Gascogne n'étaient pas des bombardiers monomoteurs comme on le voit dans le film (rayon d'action un peu court) mais des hydravions quadrimoteurs Short Sunderland et différents modèles de bimoteurs (Whitley, Blenheim, Hudson, Beaufort, Beaufighter et Mosquito) ; en 1941, la RAF était loin d'être en mesure d'attaquer les bases de l'Atlantique ;
- Heinrich Lehmann-Willenbrock est le véritable commandant du U-96 à l'époque ; il ne meurt pas en même temps qu'est coulé le U-96 mais une quarantaine d'années plus tard, en 1986.

## Documentaire
À l'occasion de son quarantième anniversaire, le film a fait l'objet d'un documentaire : Le Bateau : l'histoire d'une superproduction sous-marine, réalisé par Georg Grille et Sven Fermeling. En France, il est diffusé sur Arte le 17 janvier 2021.